# This Means War
This Means War är en amerikansk film från 2012 i regi av McG. I huvudrollerna syns Reese Witherspoon, Chris Pine och Tom Hardy.

## Rollista
- Reese Witherspoon - Lauren Scott
- Chris Pine - FDR Foster
- Tom Hardy - Tuck Henson
- Til Schweiger - Heinrich
- Chelsea Handler - Trish
- Laura Vandervoort - Britta
- Leela Savasta - Kelly
- Angela Bassett - Collins
- Abigail Spencer - Katie
- Warren Christie - Steve
- Panou - CIA Handler
- Patrick Sabongui - Agent Robbins
- John Paul Ruttan - Joe
- Jenny Slate - Emily